# Grant Nicholas

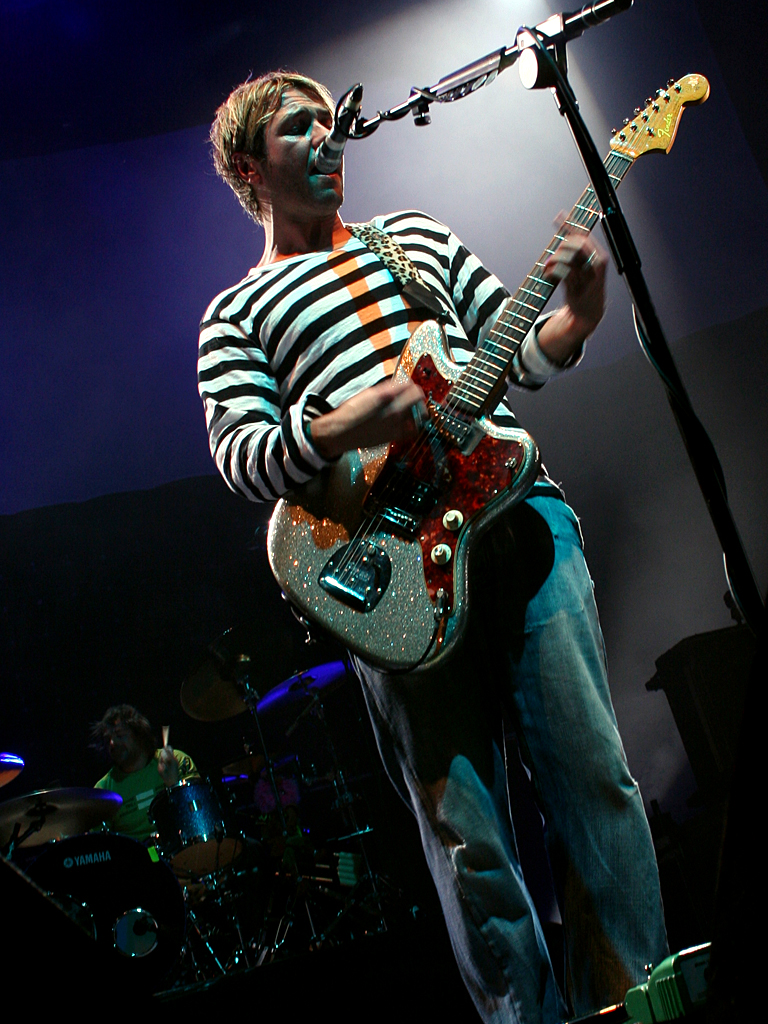
Grant Nicholas tijdens een optreden in Cardiff

Grant Nicholas (Newport (Wales), 12 november 1967) is de zanger van de Britse rockband Feeder.

## Biografie
Grant werd geboren in Newport, Wales op 12 november 1967 en groeide op in Chepstow. Hij ging naar de Monmouth School, kreeg 4 'O' levels en een 'A' voor kunst. Hij trad voor het eerst live op toen hij amper 11 was. Op school speelde Grant trompet en richtte een bandje op, Sweet Leaf genaamd. (Het bandje werd genoemd naar een nummer van Black Sabbath welke zijn lievelingsgroep was in zijn schooltijd.) Grant kreeg zijn eerste gitaar, een Aron Les Paul kopie, nadat hij zijn examens tot een goed einde bracht.
Toen Grant afstudeerde speelde hij nog in verschillende bands waaronder Temper Temper, waar hij toekomstig drummer van Feeder, Jon Lee, ontmoette. John vergezelde Grant toen hij naar Londen trok om daar als geluidstechnicus te gaan werken. Het duurde een hele tijd voor Grant nummers leerde schrijven en voordat hij de band Reel vormde (die al gauw Feeder genoemd werd). De band bestond toen uit: Grant Nicholas, Taka Hirose en Jon Lee.
Grant heeft een vriendin, met wie hij in 2005 zijn eerste kind kreeg, Hana genaamd.

## Feeder
Hun eerste album Polythene bereikte nummer 65 in de hitlijsten, hun tweede Yesterday went too soon bereikte nummer 8. Toen de band succes begon te hebben gaven ze alle drie hun andere banen op om hen volop op Feeder te kunnen focussen.
De band werd echt succesvol in 2001 toen ze de single Buck Rogers uitbrachten. De single bereikte nummer 5 in de hitlijsten en het album waaruit de single kwam bereikte dezelfde positie.
Op 7 januari 2002 pleegde drummer Jon Lee zelfmoord.
Het volgende album dat Feeder uitbracht was Comfort in Sound en klonk veel rustiger dan hun vorige producties. Het werd opgedragen aan Jon.
In 2005 bracht Feeder Pushing the Senses uit, wat nu opnieuw een album vol pure rock was. Het album bereikte nummer 2 in de hitlijsten.
In 2006 werd een verzamelalbum uitgebracht met enkele nieuwe nummers. Ook dit album bereikte nummer 2 in de hitlijsten.
- Bibliothèque nationale de France: cb169672319 (data)
- International Standard Name Identifier: 0000 0000 5552 0098
- Library of Congress Control Number: no2003077740
- MusicBrainz: e10992bf-959c-44ee-8772-db30bdbf917d
- Virtual International Authority File: 39068898
- WorldCat: E39PBJx4qfBjFh9gqhYTpKK68C